# قرية شاغتيكوك (نيويورك)
قرية شاغتيكوك (بالإنجليزية: Schaghticoke (village), New York)‏ هي بلدة تقع في الولايات المتحدة في مقاطعة رينسيلير، نيويورك. يقدر عدد سكانها بـ 592 نسمة ومساحتها 2.3 كم2 وترتفع عن سطح البحر 109 متر.